# Campeonato Mundial de Piragüismo en Aguas Tranquilas de 1981
El XVI Campeonato Mundial de Piragüismo en Aguas Tranquilas se celebró en Nottingham (Reino Unido) en el año 1981 bajo la organización de la Federación Internacional de Piragüismo (ICF) y la Federación Británica de Piragüismo.
Las competiciones se realizaron en el canal de piragüismo del Centro Nacional de Deportes Acuáticos, ubicado al sur de la ciudad inglesa.

## Medallistas

### Masculino
| Evento      | Oro                                                                      | Plata                                                                                    | Bronce                                                                   |
| ----------- | ------------------------------------------------------------------------ | ---------------------------------------------------------------------------------------- | ------------------------------------------------------------------------ |
| K1 500 m    | Vladimir Parfenovich URSS                                                | Ion Bîrlădeanu Rumania                                                                   | Lars-Erik Moberg · Suecia                                                |
| K2 500 m    | Vladimir Parfenovich Serguei Superata URSS                               | Waldemar Merk · Daniel Wełna · Polonia                                                   | Bernd Fleckeisen Frank Fischer RDA                                       |
| K4 500 m    | Igor Gaidamaka Serguei Krivosheyev Juri Poljans Alexandr Vodovatov URSS  | Jens Nordqvist · Lars-Erik Moberg · Per-Inge Bengtsson · Thomas Ohlsson · Suecia         | Frank-Peter Bischof André Wohllebe Rüdiger Helm Harald Marg RDA          |
| K1 1000 m   | Rüdiger Helm RDA                                                         | Ion Bîrlădeanu Rumania                                                                   | Einar Rasmussen · Noruega                                                |
| K2 1000 m   | Vladimir Parfenovich Serguei Superata URSS                               | Bernd Fleckeisen Frank Fischer RDA                                                       | Waldemar Merk · Daniel Wełna · Polonia                                   |
| K4 1000 m   | Frank-Peter Bischof Peter Hempel Rüdiger Helm Harald Marg RDA            | Serguei Kolokolov Alexandr Volkovski Alexandr Yermilov Nikolai Baranov URSS              | Oliver Kegel Andreas Flunker Frank Renner Oliver Seack RFA               |
| K1 10 000 m | Einar Rasmussen · Noruega                                                | Milan Janić Yugoslavia                                                                   | István Fábián · Hungría                                                  |
| K2 10 000 m | Nikolai Astapkovich Vladimir Romanovski URSS                             | István Szabó · István Joós · Hungría                                                     | Ion Bîrlădeanu Nicușor Eșanu Rumania                                     |
| K4 10 000 m | Serguei Kolokolov Vasili Silenkov Alexandr Yermilov Nikolai Baranov URSS | Leszek Jamroziński · Andrzej Klimaszewski · Ryszard Oborski · Zdzisław Szubski · Polonia | Stephen Brown Christoph Canham Stephen Jackson Alan Williams Reino Unido |
| C1 500 m    | Olaf Heukrodt RDA                                                        | Guennadi Liseichikov URSS                                                                | János Sarusi Kis · Hungría                                               |
| C2 500 m    | László Foltán · István Vaskuti · Hungría                                 | Edem Muradosilov Vygantas Čekaitis URSS                                                  | Liubomir Liubenov Sevdalin Ilkov Bulgaria                                |
| C1 1000 m   | Ulrich Papke RDA                                                         | Tamás Buday · Hungría                                                                    | Jiří Vrdlovec Checoslovaquia                                             |
| C2 1000 m   | Ivan Patzaichin Toma Simionov Rumania                                    | Olaf Heukrodt Uwe Madeja RDA                                                             | Edem Muradosilov Vygantas Čekaitis URSS                                  |
| C1 10 000 m | Tamás Wichmann · Hungría                                                 | Matija Ljubek Yugoslavia                                                                 | Serguei Liminovich URSS                                                  |
| C2 10 000 m | Tamás Buday · István Vaskuti · Hungría                                   | Ivan Patzaichin Toma Simionov Rumania                                                    | Petr Kubíček Jiří Vrdlovec Checoslovaquia                                |

### Femenino
| Evento   | Oro                                                         | Plata                                                              | Bronce                                                                   |
| -------- | ----------------------------------------------------------- | ------------------------------------------------------------------ | ------------------------------------------------------------------------ |
| K1 500 m | Birgit Fischer RDA                                          | Éva Rakusz · Hungría                                               | Agneta Andersson · Suecia                                                |
| K2 500 m | Birgit Fischer Carsta Kühn RDA                              | Agneta Andersson · Susanne Wiberg · Suecia                         | Agafia Buhaev Maria Ștefan Rumania                                       |
| K4 500 m | Birgit Fischer Carsta Kühn Kathrin Stoll Roswitha Eberl RDA | Natalia Filonich Larisa Nedviga Inna Shipulina Liubov Orejova URSS | Agneta Andersson · Susanne Wiberg · Karin Olsson · Eva Karlsson · Suecia |

## Medallero
| Núm. | País           | Oro | Plata | Bronce | Total |
| ---- | -------------- | --- | ----- | ------ | ----- |
| 1    | RDA            | 7   | 2     | 2      | 11    |
| 2    | URSS           | 6   | 4     | 2      | 12    |
| 3    | Hungría        | 3   | 3     | 2      | 8     |
| 4    | Rumania        | 1   | 3     | 2      | 6     |
| 5    | Noruega        | 1   | 0     | 1      | 2     |
| 6    | Suecia         | 0   | 2     | 3      | 5     |
| 7    | Polonia        | 0   | 2     | 1      | 3     |
| 8    | Yugoslavia     | 0   | 2     | 0      | 2     |
| 9    | Checoslovaquia | 0   | 0     | 2      | 2     |
| 10   | RFA            | 0   | 0     | 1      | 1     |
| 10   | Bulgaria       | 0   | 0     | 1      | 1     |
| 10   | Reino Unido    | 0   | 0     | 1      | 1     |
|      | TOTAL          | 18  | 18    | 18     | 54    |